# Holocephali

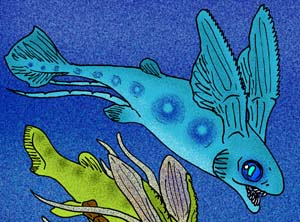
Iniopteryx † del Paleozoico.

Los holocéfalos (Holocephali, griego "que es todo cabeza") son una subclase de peces cartilaginosos (Chondrichthyes). Solo un orden, Chimaeriformes, y 47  especies sobreviven en la actualidad, pero el grupo fue muy diverso en épocas pasadas. La mayoría de los expertos sospechan que este taxón es en realidad un grupo parafilético.

## Características
Poseen dos aberturas branquiales, cinco arcos branquiales, los primeros cuatro cubiertos exteriormente por una membrana opercular. En la mayoría del cuerpo no presenta dentículos dérmicos. Sólo unas pocas en los órganos copuladores del macho. La mandíbula superior se encuentra fusionada con el cráneo. Sin dientes, poseen en su lugar unas placas anchas y lisas. Su dieta es omnívora.

## Taxonomía
Los holocéfalos cuentan con un importante registro fósil a partir del Devónico, con numerosos órdenes extintos; sólo uno ha llegado a la actualidad.
- Superorden Paraselachimorpha † (parafilético?)

Orden Desmiodontiformes †
Orden Oreodontiformes †
Orden Iniopterygiformes †
Orden Eugeneodontiformes †
Orden Petalodontiformes †
- Superorden Holocephalimorpha

Orden Chondrenchelyiformes †
Orden Psammodontiformes †
Orden Cochliodontiformes †
Orden Menaspiformes †
Orden Copodontiformes †
Orden Chimaeriformes